# John Maitland (1er comte de Lauderdale)
John Maitland, 1er comte de Lauderdale, vicomte de Lauderdale, vicomte Maitland et Lord Thirlestane et Boltoun, (mort en janvier 1645) est président du Parlement d'Écosse ainsi que du Conseil privé, avocat et juge, qui s'est rangé du côté de la cause parlementaire pendant la guerre civile.

## Biographie
Il est le fils de John Maitland, 1er Lord Thirlestane et de Jean Fleming, fille unique et héritière du quatrième Lord Fleming. Il est admis membre du Conseil privé d'Écosse le 20 juillet 1615.
Le 2 avril 1616, il est créé vicomte de Lauderdale, par lettres patentes, pour lui et ses héritiers mâles et successeurs dans la seigneurie de Thirlestane.
Il est ensuite nommé président du Conseil privé et nommé Lord ordinaire de session le 5 juin 1618. Il est à cette époque l'un des commissaires de la plantation de Kirks.
Le 14 mars 1624, à Whitehall, à Londres, il est créé, par brevet, comte de Lauderdale, vicomte Maitland et lord Thirlestane et Boltoun.
Lord Lauderdale est démis de ses fonctions le 14 février 1626, à la suite d'une résolution du roi Charles Ier selon laquelle aucun noble ne devrait occuper le siège d'un Lord ordinaire, et est plutôt nommé le 1er juin suivant l'un des Lords extraordinaires de session, généralement réservés par la Couronne aux nobles ou aux dignitaires de l'Église. Il reste Lord extraordinaire jusqu'au 8 novembre 1628 et est nommé l'année suivante l'un des Lords des Articles.
En 1639, il construit Brunstane House (parfois appelé Gilbertoun) à l'est d'Édimbourg comme nouveau manoir remplaçant l'ancien manoir qui a appartenu à la famille Cricton.
Malgré les honneurs généreusement accordés par son monarque, dès le déclenchement de la guerre civile anglaise, il rejoint le parti du Parlement et est employé dans une grande variété de commissions importantes.
Le 4 juin 1644, il est élu président du Parlement et reconduit dans ses fonctions le 7 janvier suivant. Il est décédé avant le 20 du même mois et est enterré dans le caveau funéraire de la famille Maitland, au sein de l'église collégiale Sainte-Marie, à Haddington.
Une épitaphe poétique sur lui par Drummond de Hawthornden, ainsi que celle du roi Jacques VI sur son père, le chancelier, peuvent être trouvées dans la pairie de George Crawfurd.
Il épouse Isabel Seton (décédée en novembre 1638), fille d'Alexander Seton (1er comte de Dunfermline) (en), célébré par Arthur Johnston dans ses poèmes. Il a une famille nombreuse dont seulement trois fils et une fille survivent à leurs parents.